# Michał Łubniewski
Michał Marek Łubniewski (ur. 20 października 1993 r. w Człuchowie) – polski kajakarz kanadyjkarz, trzykrotny srebrny medalista mistrzostw świata, brązowy medalista mistrzostw Europy, czternastokrotny mistrz Polski. Studiuje w Wyższej Szkole Pedagogiki i Administracji im. Mieszka I w Poznaniu.

## Wyniki
Wyniki finałów igrzysk olimpijskich i europejskich oraz mistrzostw świata i Europy.
| Rok  | Zawody               | Miejscowość      | Konkurencja | Czas     | Pozycja |
| ---- | -------------------- | ---------------- | ----------- | -------- | ------- |
| 2012 | Mistrzostwa Europy   | Zagrzeb          | C-2 200 m   | 37,588   | 4.      |
| 2013 | Mistrzostwa Europy   | Montemor-o-Velho | C-2 200 m   | 39,654   | 5.      |
| 2017 | Mistrzostwa Europy   | Płowdiw          | C-1 200 m   | 39,38    | 8.      |
| 2017 | Mistrzostwa świata   | Račice           | C-1 200 m   | 39,428   | 9.      |
| 2017 | Mistrzostwa świata   | Račice           | C-2 200 m   | 36,673   | srebro  |
| 2018 | Mistrzostwa Europy   | Belgrad          | C-1 200 m   | 40,394   | 9.      |
| 2018 | Mistrzostwa Europy   | Belgrad          | C-2 200 m   | 36,475   | brąz    |
| 2018 | Mistrzostwa świata   | Montemor-o-Velho | C-2 200 m   | 37,816   | srebro  |
| 2018 | Mistrzostwa świata   | Montemor-o-Velho | C-2 500 m   | 1:41,787 | brąz    |
| 2018 | Mistrzostwa świata   | Montemor-o-Velho | C-4 500 m   | 1:31,008 | brąz    |
| 2019 | Igrzyska europejskie | Mińsk            | C-1 200 m   | 45,9     | 6.      |
| 2019 | Mistrzostwa świata   | Segedyn          | C-2 200 m   | 36,186   | srebro  |
| 2019 | Mistrzostwa świata   | Segedyn          | C-4 500 m   | 1:42,470 | 8.      |
| 2021 | Mistrzostwa świata   | Kopenhaga        | C-2 200 mix | 39,827   | srebro  |
| 2021 | Mistrzostwa świata   | Kopenhaga        | C-4 500 m   | 1:31,312 | srebro  |